# (4281) Pounds
(4281) Pounds (1985 TE1) – planetoida z pasa głównego asteroid okrążająca Słońce w ciągu 3,87 lat w średniej odległości 2,46 j.a. Odkryta 15 października 1985 roku.